# Sauce XO
La sauce XO est une sauce épicée aux fruits de mer originaire de Hong Kong. On la trouve essentiellement dans les régions du sud de la Chine telle que dans la province du Guangdong.

## Histoire
Développée dans les années 1980 à Hong Kong, la sauce XO est faite à base de fruits de mer séchés puis sautés, dont des Saint-Jacques, du poisson séché et des crevettes, cuits avec du piment, de l'oignon et de l'ail. Elle se rapproche de la sauce shacha du Fujian. Le Spring Moon, le restaurant chinois de la péninsule de Hong Kong, est souvent crédité comme l'inventeur de la sauce XO, tandis que d'autres attribuent son origine à la zone urbaine du Kowloon.

## Étymologie
Le nom de la sauce XO provient du cognac XO (extra-vieux), alcool occidental populaire et renommé à Hong Kong. Le terme XO est par ailleurs souvent employé à Hong Kong pour désigner quelque chose de qualité, de prestige et de luxe.

## Ingrédients
Les ingrédients typiques de la sauce XO sont le conpoy, le piment rouge, le jambon de Jinhua, les crevettes séchées, l'ail et de l'huile de colza. D'autres recettes utilisent également du poisson salé et de l'oignon.

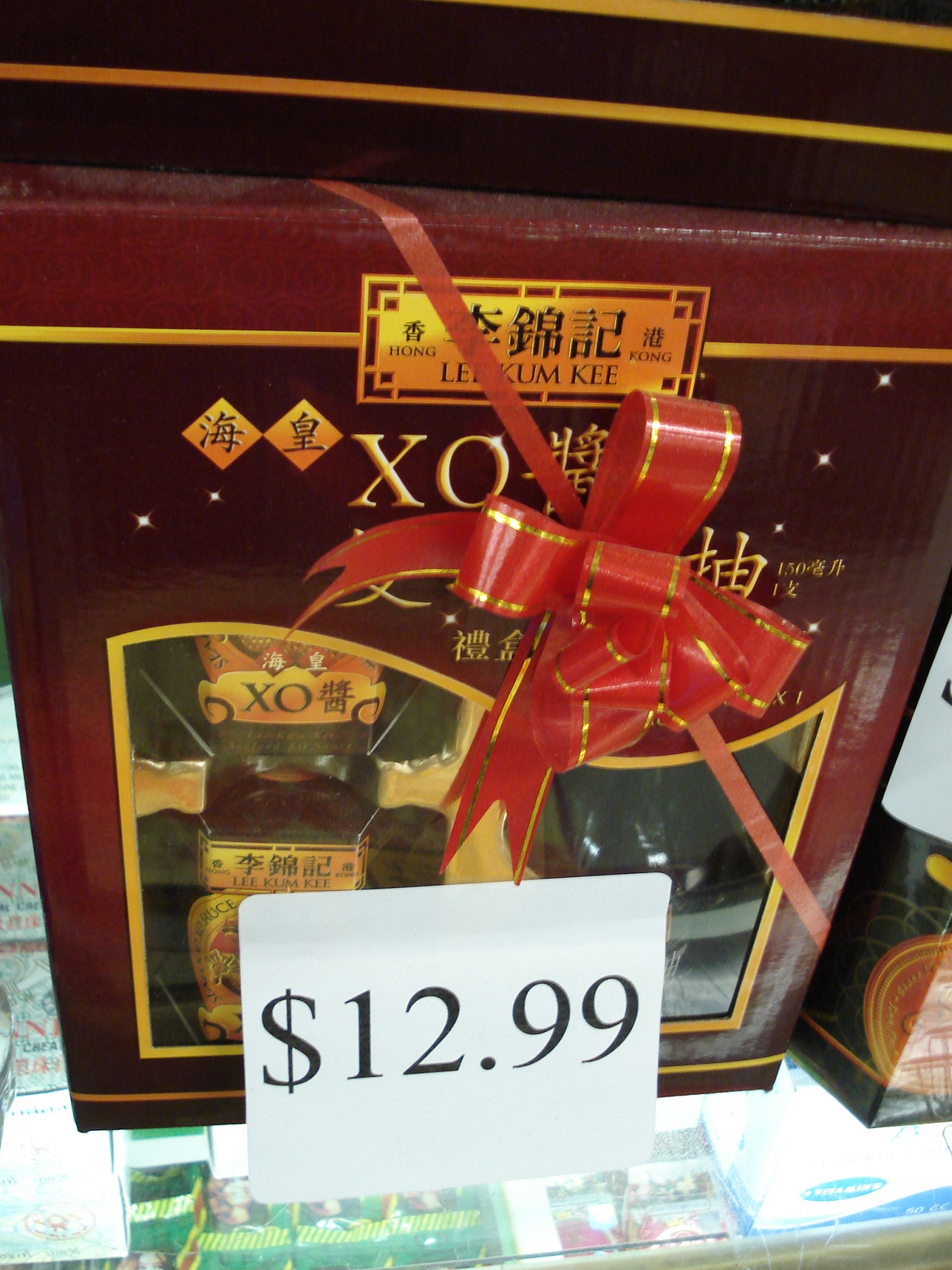
Coffret de sauce XO.

## Utilisation
La sauce XO est utilisée comme condiment de plusieurs plats, ou utilisée en cuisine comme exhausteur de goût de certains poissons, viandes, légumes, tofu ou nouilles.

## Ouvrages
- Eileen Yin-Fei Lo, Mastering the Art of Chinese Cooking, Chronicle Books, 2012  (ISBN 0811878708), p. 157-159.